# Johanne Prégent
Pour les articles homonymes, voir Prégent.
Johanne Prégent est une réalisatrice et scénariste québécoise née en 1950.

## Filmographie

### Comme réalisatrice
- 1988 : La Peau et les Os
- 1989 : Blanche est la nuit
- 1993 : Les Amoureuses
- 1993 : Les Intrépides (série TV)
- 1995 : Les grands procès (série TV)
- 1999 : L'Île de sable
- 1999 : Les Orphelins de Duplessis (feuilleton TV)

### Comme scénariste
- 1988 : La Peau et les Os
- 1989 : Blanche est la nuit
- 1993 : Les Amoureuses
- 1999 : L'Île de sable (coscénariste)

## Récompense
Comme réalisatrice :
- Prix Normande-Juneau pour On a marché sur la lune (court métrage)